# Dr. Strange
Doctor Strange is een fictieve tovenaar en superheld uit de strips van Marvel Comics. Hij werd bedacht door Stan Lee en Steve Ditko en verscheen voor het eerst in Strange Tales nr. 110 (juli 1963). De naam Doctor Strange was twee maanden daarvoor ook al eens gebruikt, maar dan voor een superschurk.
Dr. Stephen Strange is de opperste magiër (Engels: Sorcerer Supreme) van de aarde en verantwoordelijk voor het verdedigen van de wereld tegen mystieke bedreigingen. Hij is een meester in magische kunsten en gebruikt deze om tegen andere bovennatuurlijke vijanden te vechten. Ook andere superhelden vragen regelmatig zijn hulp bij bovennatuurlijke problemen.
De Nederlandse stem van Doctor Strange is Finn Poncin, voorheen was dit Huub Dikstaal.

## Biografie

### Jonge jaren
Dr. Stephen Strange werd geboren op 18 november 1930 in Philadelphia, Pennsylvania. Een paar maanden daarna verhuisde zijn familie naar een boerderij in Nebraska. Daar groeide hij op met zijn zus Donna en broer Victor.
Stephen werd op latere leeftijd een voortreffelijke, maar arrogante chirurg totdat hij betrokken raakte bij een auto-ongeluk in 1963. Hierbij raakten zijn handen dermate gewond dat hij niet langer in staat was de precieze fijne bewegingen te maken die nodig zijn voor chirurgie. Normale handbewegingen konden nog wel. Niet langer in staat zijnde om zijn oude werk voort te zetten, en te arrogant om een ondergeschikte medische baan te nemen, werd hij werkloos. Hij ontmoette een kluizenaar genaamd de Ancient One die hem misschien kon genezen. Strange volgde de man naar zijn geïsoleerde verblijf in de Himalaya. Daar bood de Ancient One Strange aan om zijn leerling te worden in de magische kunsten. Strange weigerde, maar een losbrekende sneeuwstorm dwong hem nog een tijdje bij de Ancient One te blijven.
In zijn verblijfsperiode bij de Ancient One zag Strange hoe een andere leerling van de Ancient One, Baron Mordo, zijn meester aanviel met magisch opgeroepen skeletten, die de Ancient One gemakkelijk versloeg. Strange confronteerde Mordo over dit feit, maar die versloeg hem gemakkelijk. Dit maakte dat Strange van gedachten veranderde en besefte dat om Mordo te verslaan, hij zelf magie moest leren beheersen. Blij dat Strange zijn aanbod aannam zonder egoïstische redenen begon de Ancient One met Strange’ training. Strange studeerde 7 jaar bij de Ancient One, waarna hij terugkeerde naar de Verenigde Staten.

### Silver AgeStrange
Vanuit zijn "sanctum sanctorum" woning in New York’s wijk Greenwich Village begon Strange zijn magische gaven te gebruiken om verscheidene vijanden, waaronder Mordo, te bevechten. Ook ontmoette hij andere magische wezens zoals de kwaadaardige Dormammu en zijn eerste vijand sinds zijn terugkeer in Amerika Nightmare. Hij kwam zelfs kosmische wezens tegen zoals de Living Tribunal en Eternity. Ook ontmoette Strange veel andere superhelden. Tijdens een reis naar Dormammu’s dimensie ontmoette hij Clea op wie hij meteen verliefd werd.
Toen de demon Asmodeus Strange tijdelijk imiteerde om het in een slecht daglicht te stellen, nam Dr. Strange in die periode de identiteit Dr. Stephen Sanders aan.

### Dood van de Ancient One
Toen de demonische Shuma-Gorath probeerde de Aardse dimensie binnen te dringen via de gedachten van de Ancient One, was Dr. Strange gedwongen zijn oude mentor te doden om zo de wereld te redden. Met de dood van de Ancient One werd Strange de machtigste magiër op aarde en verkreeg daarmee de titel “Sorcerer Supreme”. Nadat Dr. Strange erin slaagde om de dood te verslaan kreeg hij volle erkenning als Sorcerer Supreme, en de onsterfelijkheid die daarbij hoort.
Als nieuwe Sorcerer Supreme wordt Dr. Strange bijna niet ouder en kan geen natuurlijke dood sterven. Zijn voorganger, de Ancient One, was 500 toen ze stierf.

### Defenders en Nightstalkers
Rond dezelfde tijd verzamelde Doctor Strange de antihelden Hulk, Namor the Sub-Mariner en Silver Surfer om met hen het superheldenteam de Defenders te vormen.
In een verhaal uit 1982 - '83 (Doctor Strange Vol. 2, #56-62), wist Dr. Strange met succes de “Montesi Formule” aan te roepen die alle vampieren in het Marvel Universum elimineerde. Hoewel dit permanent leek, bleek de formule maar tijdelijk te werken. Daardoor zag Dr. Strange zich begin 1990 gedwongen een vampierjager groep te organiseren genaamd de Nightstalkers. Deze groep bestond uit Franke Drake, Blade en de vampier achtige detective Hannibal King.
Strange diende daarnaast ook als aanspreekpunt voor andere Marvel superhelden bij magische of bovennatuurlijke problemen of bedreigingen.

## Krachten en vaardigheden
Dr. Strange is de machtigste tovenaar op aarde, en een van de machtigste in het Marvel Universum. Hij heeft vrijwel ongeëvenaarde macht over mystieke en magische krachten. Hij kan de krachten van drie magische wezens genaamd de Vishanti aanroepen voor hulp, maar ook de krachten van vele andere magische en kosmische wezens. Daarnaast is hij een ervaren vechter, en heeft een diploma voor chirurgie.
Dr. Strange’ krachten zijn allemaal van mystieke oorsprong, maar nemen verschillende vormen aan. De bekendste groepen zijn:
- Persoonlijke vaardigheden. Dankzij zijn training is Doctor Strange in staat tot veel verschillende dingen zoals astrale projectie, teleportatie, hypnose etc. Deze vaardigheden staan in een aparte categorie aangezien hij ze kan uitvoeren dankzij telepathie en er geen magie voor nodig heeft. Hij kan ze wel uitputten en vermoeien en hij kan magie gebruiken om ze te versterken.
- Universale bronnen. Door het manipuleren van de mystieke energie van het heelal kan Dr. Strange een groot aantal magische aanvallen en verdedigingstechnieken gebruiken. Bekend zijn energiebollen die kunnen variëren van een laag niveau tot planeetverwoestende omvang, transmutatie, telekinese, beschermende schilden etc. Hij kan dezelfde mystieke energie ook gebruiken om spreuken met verschillende effecten uit te spreken. Deze spreuken vergen minder tijd dan die uitgesproken met Goddelijke energie, maar zijn ook minder sterk.
- Goddelijke bronnen. Dr. Strange kan de energie en kracht van verschillende nabij-almachtige mystieke en niet mystieke wezens uit ontelbare dimensies gebruiken om zijn spreuken te versterken. Deze spreuken kunnen verschillende vormen aannemen. Het is nog niet bekend wat de gevolgen zijn voor Dr. Strange als hij dergelijke spreuken gebruikt. Sommige wezens voelen zich verantwoordelijk om Dr. Strange te helpen als hij hun macht aanroept, zeker als hij voor hen een conflict uitvecht.
- Via pure wilskracht kan Dr. Strange de kracht van een ander wezen afpakken. Dit vereist geen spreuk. Hij gebruikte dit onder andere tegen Captain Universe, Arioch en Shuma-Gorath. Dit wordt gezien als zwarte magie, en hij gebruikt het dan ook maar zelden. Bij de absorptie van de kracht van een Celestial, ontvangt hij ook hun gedachten en missies.

In het Marvel Universum kan in feite ieder mens magie leren gebruiken, aangezien het wordt beschouwd als een vorm van energie. Echter: elk persoon heeft een andere potentie. De Ancient One zag in Stephen een natuurtalent en iemand die het waard was de Sorcerer Supreme te worden.

### Magische voorwerpen
Strange’ krachten worden vaak versterkt door magische voorwerpen die hij bezit of tijdelijk krijgt. Enkel bekende zijn:
- Het Eye of Agamotto (oog van Agamotto). Dit oog zit in het amulet dat Dr. Strange altijd bij zich draagt, en is een uiterst zeldzaam en krachtig voorwerp met veel functies. Het stelt Strange in staat leugens, illusies en misleidingen te doorzien en anderen te bevrijden uit hun eigen illusies. Het oog versterkt ook zijn “mentale oog” waardoor hij psychische vaardigheden krijgt die zelfs die van de sterkste telepaat kunnen evenaren. Ook kan Strange met het oog het verleden van een bepaald gebied zien en deuren openen naar andere dimensies.
- De Cloak of Levitation (mantel van levitatie): stelt Dr. Strange in staat te vliegen zonder gebruik van magie. De mantel reageert op zijn gedachten alsof het een onderdeel van zijn lichaam is. Ook gebruikt Dr. Strange de mantel vaak als een extra paar handen om vijanden aante vallen. De mantel is vrijwel onverwoestbaar. De mantel leidt trouwens ook een eigen leven.
- De Orb of Agamotto: hiermee inspecteert Dr. Strange dagelijks de andere dimensies rondom de Aarde om te zien of er gevaar dreigt.
- De Wand of Watoomb (staf van Watoomb): versterkt al Strange’ magische krachten.
- Book of the Vishanti (boek van Vishanti): bevat een aantal van de sterkste en geheimste spreuken en tegenspreuken uit het Marvel Universum.

Ook Dr. Strange’ huis is sinds hij een magiër is een groot magisch voorwerp geworden. Hij heeft het beschermd met verscheidene spreuken.

### Limieten
In de Marvel strips is er niet echt een definitie van wat Dr. Strange’ wel en niet kan doen. Dr. Strange heeft al bewezen gemakkelijk geheugens te kunnen veranderen en complete controle te hebben over de tijd. Alleen spreken de verhalen elkaar nogal tegen over Dr. Strange’ limieten. Zo kan hij in het ene verhaal de tijd terugdraaien, en in een ander beweren dat hij niet tot zoiets in staat is. In sommige gevallen kan hij aanvallen van almachtige voorwerpen zoals de Infinity Gauntlet weerstaan, terwijl hij in andere redelijk makkelijk uitgeschakeld wordt.

## Ultimate Doctor Strange
In het Ultimate Marvel universum verdween Dr. Strange jaren geleden zonder enige verklaring. Zijn ex-vrouw Clea probeerde sindsdien hun zoon, Strange Jr, op te voeden ver weg van elke vorm van magie. Maar uiteindelijk ontdekte Strange Jr zijn vaders geheim en begon ook magie te beoefenen.
Deze jonge Dr. Strange is lang niet zo ervaren en machtig als de oude Dr. Strange. Vaak weet hij maar net de wereld te redden met een laatste, nog niet eerder gebruikte spreuk.

## Eerste Doctor Strange
Slechts twee maanden voordat de superheld Doctor Strange zijn intrede deed in de strips bedachten Stan Lee, Robert Bernstein en Don Heck een criminele wetenschapper met dezelfde naam. In het verhaal "The Stronghold of Dr. Strange", in Tales of Suspense #41 (Mei 1963), verscheen deze slechte Dr. Strange als een van de eerste vijanden van Iron Man. Deze Dr. Strange verkreeg na een ongeluk met een bliksem mentale krachten, waarna hij vanaf een eiland de wereld probeerde te veroveren, maar gestopt werd door Iron Man.

## Doctor Strange in andere media

### Marvel Cinematic Universe
Sinds 2016 verscheen dit personage in het Marvel Cinematic Universe en wordt vertolkt door Benedict Cumberbatch. Dr. Stephen Strange was een briljante, maar arrogante neurochirurg. Strange verloor de fijne motoriek in zijn handen na een auto-ongeluk. Hierop vertrekt Strange naar Kamar-Taj in Kathmandu, Nepal omdat hij gehoord heeft dat iemand daar genas van een dwarslaesie. Daar komt hij terecht bij The Ancient One die Stephan haar krachten laat zien en onthult het astrale vlak en ander dimensies, zoals de Mirror Dimension. Strange begint zijn opleiding onder de Ancient One en Mordo, en leert van de oude boeken in de bibliotheek, die nu wordt beschermd door meester Wong. Strange zal moeten beslissen tussen het herwinnen van het gebruik van zijn handen en het verdedigen van de wereld. Tijdens deze maanden trainen en oefenen weet Strange via verboden teksten de tijd te buigen met het mystieke Oog van Agamotto. Mordo en Wong waarschuwen Strange tegen het gebruik van dergelijke kracht en het overtreden van de natuurwetten, door zijn arrogante verlangen naar macht te vergelijken met dat van Kaecilius.
Kaecilius was een oud leerling van de Ancient One die is overgelopen naar de duistere kant. Strange gaat de strijd met hem aan als hij hem en zijn volgelingen een Sanctum aan zien vallen. Strange moet in dit gevecht gebruik maken van het Oog van Agamotto om de tijd een stuk terug te draaien. Strange weet met de hulp van Wong en Mordo te winnen van Kaecilius. Hierop brengt Strange het Oog terug naar Kamar-Taj, waar Wong vertelt dat het een Infinity Stone is. Stephen neemt zijn intrek in de Sanctum van New York om verder te studeren. Strange hielp later Thor om Thor's vader Odin te vinden, die door Loki naar aarde werd gestuurd. Strange vertelde Thor dat Odin in Noorwegen was en teleporteerde Thor en Loki erheen.
Toen Thanos Thor's schip aanviel belandde de Hulk op aarde in het Sanctum van New York. Banner vertelt Strange dat Thanos op jacht is naar de Infinity Stones en vraagt om Tony Stark te hulp te roepen. Strange neemt de Time Stone (Oog van Agamotto) mee. Strange vind Stark en het duo wordt aangevallen door Ebony Maw en Cull Obsidian. Spider-Man komt het duo helpen. Tijdens het gevecht krijgt Maw Strange bewusteloos en wordt meegenomen naar een van Thanos' schepen. Maw martelt Strange en ondervraagt hem over waar de Time Stone is. Parker en Stark redden Strange en vertrekken alle drie naar Titan om Thanos te bevechten. Op Titan ontmoeten ze Star-Lord, Drax en Mantis en later ook Nebula. Met hun zevenen bedenken ze een plan om de Infinity Gauntlet te stelen terwijl Strange Thanos afleid. Het plan mislukt echter en Thanos kan het team overmeesteren. Stark is dodelijk gewond geraakt en Thanos wil hem vermoorden, maar Strange geeft de Time Stone in ruil voor Stark te laten leven. Thanos heeft uiteindelijk alle Infinity Stones verzameld en roeit de helft van de mensheid uit, waaronder ook Strange. Later wordt hij door Hulk met de Infinity Stones terug gebracht en strijd met de Avengers mee tegen Thanos. 
Een alternatieve versie van Doctor Strange, genaamd Sorcerer Strange, verscheen in de animatieserie What If...?. Andere alternatieve versies (Defender Strange, Supreme Strange en Sinister Strange) verschenen in Doctor Strange in the Multiverse of Madness. Doctor Strange is te zien in de volgende films en serie:
- Doctor Strange (2016)
- Thor: Ragnarok (2017)
- Avengers: Infinity War (2018)
- Avengers: Endgame (2019)
- What If...? (2021-2023) (stem) (Disney+)
- Spider-Man: No Way Home (2021)
- Doctor Strange in the Multiverse of Madness (2022)
- Your Friendly Neighborhood Spider-Man (2025) (stem ingesproken door Robin Atkin Downes) (Disney+)

### Film
- In 1992 verscheen de film  Doctor Mordrid (1992), met Jeffrey Combs in de hoofdrol. De film was door Full Moon Entertainment oorspronkelijk gepland als een film over Dr. Strange, maar zij verloren de rechten voor het gebruik van dit personage. Hoewel de filmheld nu een andere naam heeft, zullen veel fans van Dr. Strange een hoop overeenkomsten zien tussen hem en Doctor Mordrid.
- In de film Spider-Man 2 wordt Doctor Strange even genoemd. Halverwege de film probeert J. Jonah Jameson een goede naam te verzinnen voor de zojuist in een superschurk veranderde Otto Octavius. Een medewerker van de krant komt met de naam "Doctor Strange", maar Jameson vertelt hem dat er al iemand is die zo heet.
- In augustus 2007 verscheen de film Doctor Strange: The Sorcerer Supreme. Dit was een direct-naar-dvd-animatiefilm.
- In Captain America: The Winter Soldier wordt Doctor Strange aangeduid als 'Stephen Strange'.
- Op 27 oktober 2016[1] ging Scott Derricksons film Doctor Strange in première in de Nederlandse bioscopen. Benedict Cumberbatch speelt de rol van Dr. Stephen Strange. Andere rollen zijn voor onder anderen Rachel McAdams, Tilda Swinton, Mads Mikkelsen, Benedict Wong en Chiwetel Ejiofor.

### Televisie
- In 1978 verscheen er een tv film over Dr. Strange op CBS. De film werd geregisseerd door Phil DeGuere en had Peter Hooten in de hoofdrol. Hoewel de filmversie van Dr. Strange zelfs meer leek op het originele personage dan de Dr. Strange uit de strips van toen, veranderde de film wel veel van de bijfiguren.
- Dr. Strange verscheen in een aflevering van Spider-Man: The Animated Series uit 1996. Ook verscheen hij in de zesde aflevering van Spider-Man and His Amazing Friends, getiteld "7 Little Superheroes".
- In 1997 had Doctor Strange een gastoptreden in de animatieserie over de The Incredible Hulk.
- Dr. Strange speelt mee in de aflevering "Stranger in a Strange Land" van de animatieserie Hulk and the Agents of S.M.A.S.H..

### Videospellen
- Dr. Strange is een bespeelbaar personage in het spel Marvel: Ultimate Alliance.